# Zapamiętaj, że to ja...
Zapamiętaj, że to ja... – siódmy album studyjny Ireny Santor wydany w 1968 roku nakładem wytwórni Polskie Nagrania. W 2018 płyta miała swoją premierę w serwisach streamingowych.

## Lista utworów
Strona a:
1. Zapamiętaj, że to ja (Jacek Szczygieł - Zbigniew Stawecki)
2. Ja jestem twoja (Władysław Szpilman - Tadeusz Kubiak)
3. Jest miłość (Stefan Rembowski - Krystyna Żywulska)
4. Jakże możesz mi zabronić (Henryk Klejne - Roman Sadowski)
5. Byle mi cię chłopcze mieć (Roman Orłow - Andrzej Bianusz)
6. Nadleciał wiatr (Urszula Rzeczkowska - Jan Tadeusz Stanisławski)

Strona b:
1. Tych lat nie odda nikt (Władysław Szpilman - Kazimierz Winkler)
2. Nie pamiętać (Stefan Rembowski - Jacek Korczakowski)
3. Piosenka o sąsiedzie (Borys Potiomkin - Zbigniew Stawecki)
4. Jeszcze jeden dzień minął (Urszula Rzeczkowska - Jan Tadeusz Stanisławski)
5. Ja mam słabość (Władysław Szpilman - Bronisław Brok)
6. Nie tłumacz mi (Czesław Grudziński - Krystyna Pac-Gajewska)

## Charakterystyka albumu
Płyta Zapamiętaj, że to ja... została wydana w 1968 roku przez wytwórnię Polskie Nagrania i zawierała nagrania Ireny Santor z kilku sesji nagraniowych dokonanych dla wytwórni w 1968 roku. Album został nagrany przy współpracy z Orkiestrą Leszeka Bogdanowicza. Płyta w 1969 uzyskała status Złotej Płyty Polskich Nagrań za sprzedanie ponad 150 000 egzemplarzy. Przed ukazaniem się całego albumu poprzedzono jego wydanie trzema singlami. W 1999 natomiast album wraz z bonusami został wznowiony w ramach dziesiątej z dwunastu wspomnieniowych płyt Ireny Santor w ramach serii płyt Moje piosenki. W 2018 krążek doczekał się publikacji w serwisach streamingowych.

## Single promujące albumZapamiętaj, że to ja...
- [1968] Muza SP 281 – Zapamiętaj, że to ja / Jest miłość[7]
- [1968] Muza SP 282 – Nadleciał wiatr / Byle mi cię chłopcze mieć[8]
- [1968] Muza SP 183 – Tych lat nie odda nikt / Piosenka o sąsiedzie[9]

## Ciekawostki
Piosenka pochodząca z płyty pt. Nadleciał wiatr została zaprezentowana przez Irenę Santor w koncercie Przeboje sezonu podczas VII Krajowego Festiwalu Piosenki Polskiej w Opolu. W wyniku dużego powodzenia utwór został ponownie zaprezentowany podczas finałowego koncertu festiwalu Mikrofon i ekran. Doczekał się także umieszczenia na longplayu Opole 69.

## Muzycy
- Irena Santor – śpiew
- Orkiestra Leszka Bogdanowicza – akompaniament

## Realizatorzy
- Zdjęcie na okładce – Jerzy Baranowski
- Projekt okładki – Stanisław Żakowski
- Operator dźwięku – Halina Jastrzębska
- Reżyser nagrania – Wojciech Piętowski